# Boeing X-50
Die Boeing X-50 Dragonfly ist ein unbemanntes, als Wandelflugzeug ausgelegtes Experimentalflugzeug des US-amerikanischen Herstellers Boeing und der DARPA zum Nachweis der Funktionsfähigkeit eines Rotorkonzeptes. Der Gesamtumfang des 1998 initiierten Auftrages für zwei fliegende Prototypen betrug 24 Millionen US-$, von denen Boeing und die DARPA je die Hälfte übernahmen.
Das unbemannte Fluggerät kann senkrecht starten wie ein Hubschrauber, beim Vorwärtsflug aber kann der Rotor stillgesetzt werden und wirkt dann wie eine herkömmliche Tragfläche. Zum Landen wird er wieder in Rotation versetzt. Die Maschine verfügt über Canards und ein Höhenleitwerk im Heck, das auch das doppelte Seitenleitwerk trägt. Alle drei Flächen besitzen eine ähnliche Spannweite.
Der Erstflug erfolgte am 24. November 2003. Während des dritten Fluges am 23. März 2004 stürzte die Maschine ab. Es wurde daraufhin ein weiterer, verbesserter Prototyp gefertigt, der am 4. November 2005 einen ersten kurzen Flug machte, aber am 12. April 2006 wieder abstürzte und völlig zerstört wurde. Das Erprobungsprogramm sah 11 Flüge vor.
Der Rotor verfügt über einen kalten Blattspitzenantrieb. Der Antrieb erfolgt dabei durch ein Turbofantriebwerk, dessen Luftstrom sowohl für den Vorwärtsflug als auch zum Rotorabtrieb verwendet wird. Während des Schwebeflugs versorgt es zusätzlich Steuerdüsen.
Die Entwicklung beruht auf Erfahrungen, die mit dem Sikorsky X-wing gemacht wurden.

## Technische Daten

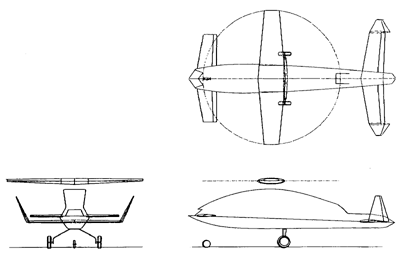
Risszeichnung

| Kenngröße             | Daten                                            |
| --------------------- | ------------------------------------------------ |
| Typ                   | Unbemanntes Experimentalflugzeug                 |
| Länge                 | 5,39 m                                           |
| Flügelspannweite      | 3,66 m                                           |
| Höhe                  | 1,98 m                                           |
| Leermasse             | 574 kg                                           |
| max. Startmasse       | 645 kg                                           |
| Zuladung              | 91 kg                                            |
| Treibstoffkapazität   | 66 kg                                            |
| Höchstgeschwindigkeit | ca. 700 km/h                                     |
| Marschgeschwindigkeit | 278 km/h                                         |
| Triebwerk             | ein Williams Research F-112-Mantelstromtriebwerk |